# Kronika ptáčka na klíček
Kronika ptáčka na klíček japonsky ねじまき鳥クロニクル, Nedžimakidori kuronikuru) je třídílný román, který v letech 1994–1995 napsal japonský autor Haruki Murakami. Obdržel za něj literární cenu Yomiuri.

## Vydání
Původní japonské vydání vydalo nakladatelství Šinčóša v Tokiu ve třech svazcích:
- Straka zlodějka (泥棒かささぎ編 Dorobō kasasagi hen, 1994)
- Pták prorokem (予言する鳥編 Jogen suru tori hen, 1994)
- Ptáčník (鳥刺し男編 Torisaši otoko hen, 1995)

Česky vyšel v jednom svazku v roce 2014 v nakladatelství Odeon, edice Světová knihovna. Do češtiny přeložila Klára Macúchová.

## Děj
Třicátník Tóru Okada, hlavní hrdina románu je muž, který se uzavírá do samoty svého vnitřního světa, neboť není s to zařadit se do davu sledujícího bezduchou kariéru a konzumní život. Jeho osobní síla spočívá v tom, že zatímco většina ostatních „věří tomu, co se jim říká v televizi“, Tóru se řídí především vlastními instinkty. S lehkou hlavou tak opouští zaměstnání, které ho sice finančně zajišťuje, ale nebaví; a doma pak v poklidu vaří, uklízí, poslouchá hudbu a nosí prádlo do čistírny, zatímco do práce chodí jeho žena Kumiko. Žijí spolu vcelku spokojeným, byť poněkud jednotvárným životem na předměstí Tokia až do dne, kdy se jim zatoulá kocour. Když po něm začíná Tóru v okolí pátrat, netuší ještě, že se tak vydává na cestu plnou velkých nebezpečí a osudových nástrah. Zmizení kocoura je totiž jen příslovečným kamínkem, který uvolňuje lavinu dramatických událostí. Na konci své cesty tak Tóru objeví mnohem víc, než se původně vydal hledat.

V průběhu pátrání se Tóru ocitá v nejfantasknějších a nejabsurdnějších situacích, často na krajně nejistém pomezí reality a snu. Opakovaně sestupuje na dno vyschlé studny, aby tam během meditace v naprosté tmě našel cestu k tomu, co hledá. Ve tmách svého podvědomí objevuje průchod, odděluje se od své tělesné existence a prochází zdí do tajemného hotelu, kde krajně nebezpečný pokoj číslo 208 slibuje řešení záhady.
Doslov knihy, Klára Macúchová a Milan Ohnisko